# Monkcastle House

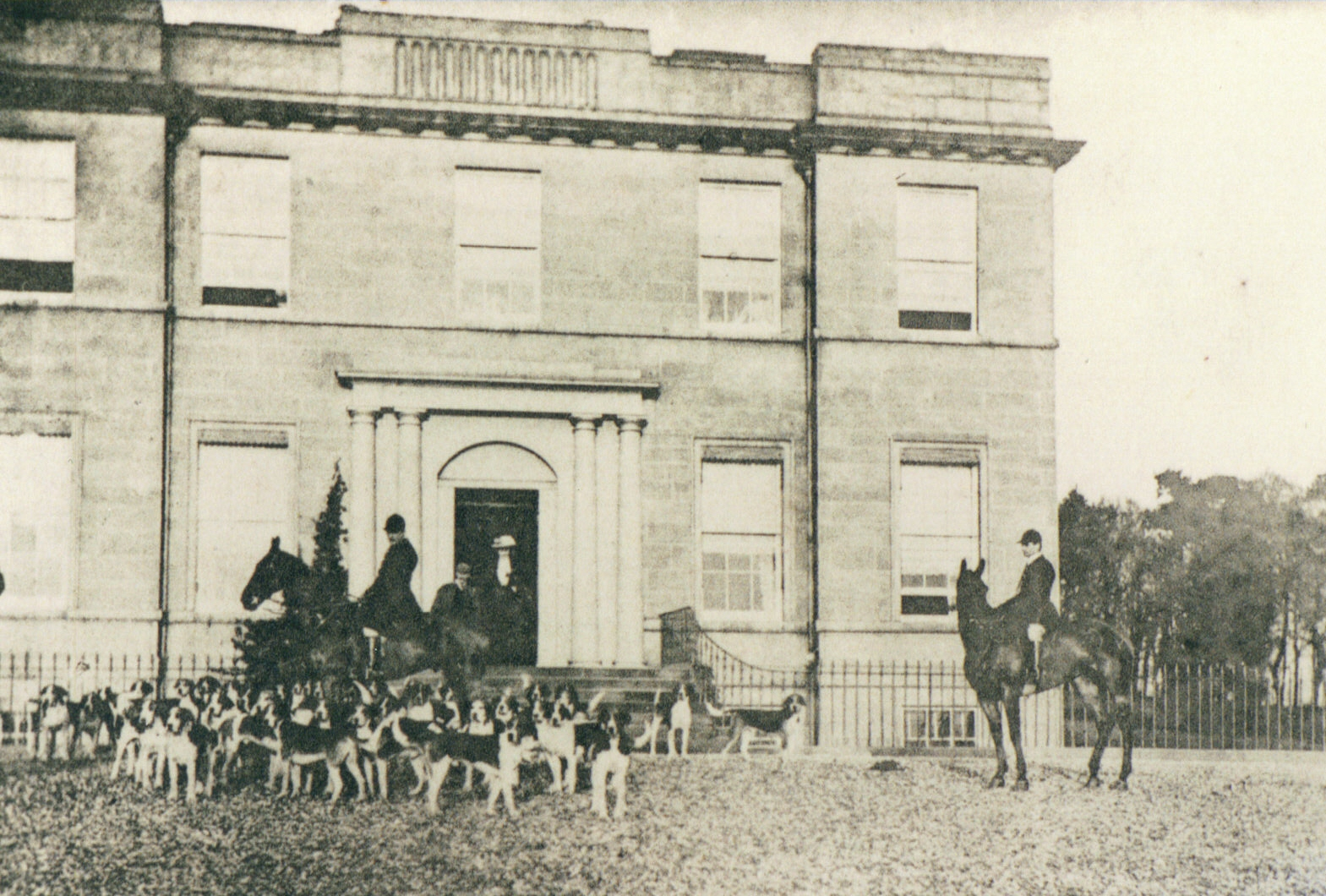
Monkcastle House im 19. Jahrhundert

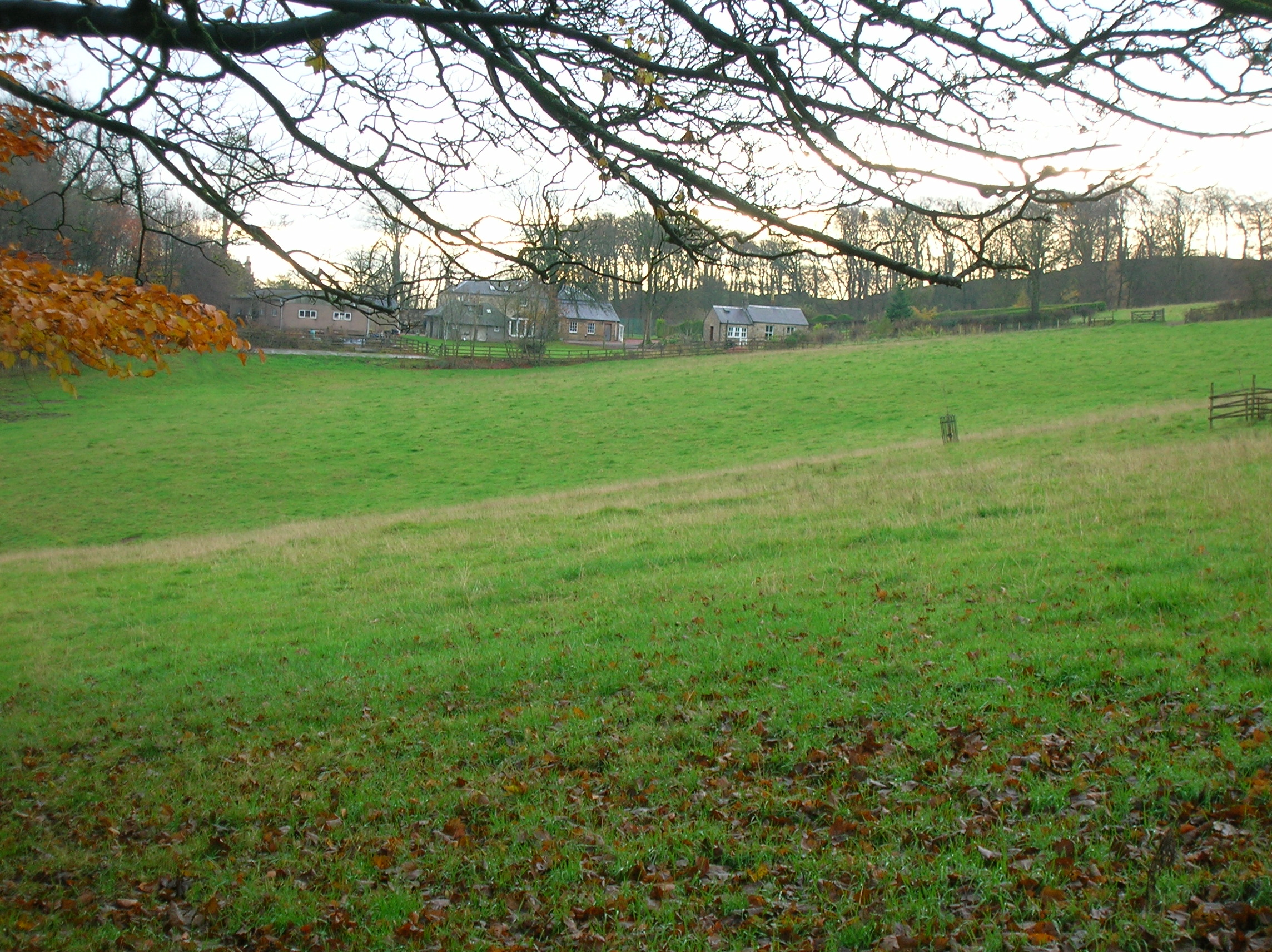
Blick auf Monkcastle House vom Old Monkcastle aus

Monkcastle House ist ein Landhaus in der Nähe der Ruine des alten Monk Castle zwischen Kilwinning und Dalry an der Fernstraße A737 in der schottischen Council Area North Ayrshire. Das im 19. Jahrhundert von einem alten Bauernhof zum Landhaus umgebaute Haus hat Historic Scotland als historisches Bauwerk der Kategorie B gelistet.

## Geschichte
Alexander William Miller ließ das bis heute erhaltene Monkcastle House um 1820, nach anderen Quellen um 1838 erbauten, vermutlich nach Plänen von David Hamilton. Im Baustil ähnelt es Swindridgemuir.
John Campbell Arbuthnott, 16. Viscount of Arbuthnott, heiratete 1949 Kathleen Maude Eginton Grant, die einzige Tochter und Erbin von Charles Edward Grant of Monkcastle.
Heute ist Monkcastle House das private Wohnhaus von Sir Charles Stuart-Menteth, 7. Baronet of Closeburn and Mansefield.

## Beschreibung
Monkcastle House ist ein georgianisches Landhaus mit rechteckigem Grundriss. Es hat zwei Vollgeschosse und ein Tiefparterre. Es ist aus Werkstein gebaut. Die Frontfassade ist dreigeteilt: die beiden Außenjoche stehen hervor, während die drei mittleren Joche leicht zurückgesetzt sind.
Der Eingang ist über eine Steintreppe erreichbar, ist von bemalten Stuck umgeben und hat zwei Pfeiler. An der Dachkante hat das Haus ein von Konsolen unterstütztes Gesims und eine hoch aufragende Brüstung. Das Dachgeschoss mit Mansarden ist wohl späteren Datums.